# Субоксиды
Субоксиды (низшие оксиды) — соединения металлов с кислородом, в которых металлы имеют необычно низкую степень окисления, чаще всего — дробную. Такие соединения можно рассматривать как обычные оксиды, в кристаллической решётке которых также присутствуют атомы металла в степени окисления 0.
Также к субоксидам можно отнести и соединения неметаллов, в которых последние имеют крайне низкую степень окисления по сравнению с обычными оксидами.

## Примеры субоксидов

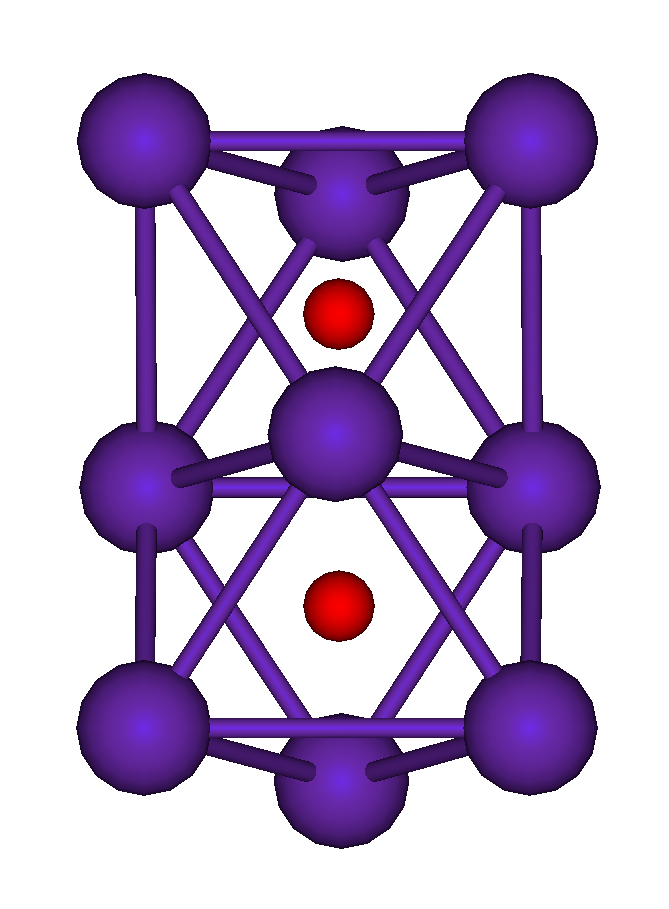
Кластер Rb_{9}O_{2}

Самые известные субоксиды образуют цезий и рубидий. Их можно получить, пропуская кислород над избытком щелочного металла:
{\displaystyle {\ce {22Cs + 3O2 -> 2Cs11O3}}}
Известны по крайней мере следующие субоксиды рубидия и цезия: Rb9O2, Rb6O, Cs11O3, Cs4O, Cs7O, Cs11O3Rb, Cs11O3Rb2, и Cs11O3Rb3 ; 85.
Примеры субоксидов элементов, отличных от щелочных металлов:
- Субоксиды бора, B6O;
- Недокись углерода, C3O2, содержит цепочку из трёх атомов углерода: {\displaystyle {\ce {O=C=C=C=O}}};
- Субоксид фосфора, PO;
- Субоксиды серы: S8O, S8O2 и др. – циклические соединения, образующиеся при мягком окислении серы;
- Субоксиды титана, TiO, Ti3O5, Ti4O7, и Ti5O9.